# Новосільське (Ізмаїльський район)
Новосі́льське (рум. Satu-Nou, до 1947 — Сатул-Ноу) — село Ренійської міської громади, у Ізмаїльському районі Одеської області України. Населення становить 3572 осіб.

## Географія
Село розташоване на відстані 40 км від районного центру і 8 км від річки Дунай. Через село проходить асфальтована дорога Рені- Ізмаїл. Найближча залізнична станція Ізмаїл — 25 км.

## Історія
У районі села відкриті і досліджені ряд древніх поселень, що підтверджують що, людське життя тут почалася ще 6 тис. років тому. У 1983 році учнями Новосільської СШ (клуб «Істрос»), відкрито полотно, бруковане каменем древньої дороги, що веде від УТМР до берега р. Дунай. До 1971 року в цьому районі зберігся земляний оборонний вал з ровом з північного боку, названий старожилами «Троянів вал». Виходячи з археологічних розкопках вал будувався ще в VII-VI ст. до н. е. гетодакамі. Пізніше, вже на початку нашої ери зміцнювався римлянами. Він охороняв від натиску варварів з півночі поселення і переправу.
На думку великого знавця історій краю, вчителя Новосільської СШ Михайлеску Івана Івановича, римляни побудували тут і ряд оборонних каналів, які йшли паралельно Дунаю (Стримба, гирло Казакул, Болда). Римські назви зберегли і ряд каналів як: Репіда, Скунда і Векета.
У селі знайдені монети Фаустини Молодшій, Марка Аврелія і Олександра Півночі. З самого початку християнства місцевість на місці сучасного села  потрапляє під його вчення. У південній частині села (вул. Ламанского), були знайдені монети всіх епох Візантії, на яких написано «Ісус Христос — цар царів».
Від часу татаро-монгольського ярма (1241 р.-1501 р.) ми зберегли імена озер (Кугурлуй — озеро черепашок, Картал — орел, Дервент-Грініца — Замок).
Ми були частиною Молдавського князівства з дня його утворення (1359 р.) до 1538, коли Баязид Чудовий, Султан Турецький у війні з молдавським господарем Петром Рареш не прихопив Ізмаїл з усією округою.
У цей час село називалося, судячи з середньовічним грамотам «Вадул Облучіцей». Слід зазначити, що ще один брід (переправа) тут пролягав через Ялпуг-Кугурлуй, де сьогодні пролягає траса — дамба Рені — Ізмаїл.
Недалеко від нього, у районі заправки в 1999 році житель села, Іван Анастасійович Неделку знайшов першу молдавську монету на всьому лівобережжі Дунаю. Це грот Олександра Доброго (1400 р.-1432 р.).
Облучіцу і Рені ми зустрічаємо і на першій карті Молдавського князівства, виданої в 1541 році у Відні австрійським дипломатом Г. Гейхерсдорфом.
10-11 червня 1574 року за 4 км на північ від села Новосільське в останній битві молдавсько-українського війська, під командуванням господаря Іоана-Воде Лютого з турецько-татарської армадою загинуло в пожежі село Рошкани. Врятувалася населення втекло до космитам Облучіци. Вважається, що з цього часу з'являється назва Сату-Ноу (Нове Село).
Про те, що люди жили в цей час в селі говорить наявність двох середньовічних кладовищ виявлених під час риття траншей для газу поруч з церквою і в 1,2 км східніше по вул. Леніна, а також знахідки монет і прикрас.
Офіційно село ніколи не називалося Енікьой- по турецкі- Нове село.
За матеріалами перепису 1827 року (книга «Буджак») пишеться, що село засноване в 1813 році і побудована з тину (журугіце) в 1810 р.
Таким чином, до 1820 року в село прибуло близько 74 сімей молдаван, 37 болгар напевно був якийсь відсоток гагаузів, які за своїм і перевели в Еники.
Після жовтневого перевороту 1917 року, за рішенням «Сфатул Церій», місцевість, де розташоване село, відійшла до Румунського королівства. На полях 1 світової війни в різних арміях загинуло 200 мешканців села.
З 1918 по 1940 рік, село Новосільське перебувало у складі Румунії, а в кінці 1940 р. окуповано СРСР. Коли в червні 1941 року почалася німецько-совєцька війна, село було зайняте румунами.
26 серпня 1944 року — край був захоплений 3-м Українським фронтом під командуванням маршала Толбухіна Ф. І.
12 червня 2020 року, відповідно до Розпорядження Кабінету Міністрів України від № 724-р «Про визначення адміністративних центрів та затвердження територій територіальних громад Одеської області», увійшло до складу Ренійської міської територіальної громади.
19 липня 2020 року, в результаті адміністративно-територіальної реформи і ліквідації Ренійського району, село увійшло до складу новоутвореного Ізмаїльського району.

## Сьогодення
Виконком сільської ради здійснює контроль та керівництва роботи школи, дитячого садка, лікарської амбулаторії, будинку культури, планує і здійснює контроль над благоустроєм села. Забезпечує дотримання Законів України, охорону громадського порядку і прав жителів громади, контролює діяльність сільських установ, медичного обслуговування.
У селі здійснюють діяльність наступні організації (установи, заклади):
- НВК-ліцей «Новосільське», який відвідують 375 учнів. В ліцеї декілька мов навчання: російська, українська, молдавська, англійська і французька. У ліцеї також є класи з поглибленим навчанням різних предметів: математики, історії, біології;
- Дитячий садок-яслі «Мартічка», який відвідує 100 дітей. Це двоповерхова будівля з усіма зручностями для виховання дітей;
- Будинок культури на 500 місць, де проводяться численні заходи та концерти, присвячені різним святам, виступають самодіяльні ансамблі з усього району і області.

### Картал-Кугурлуй
Заплави озер поблизу села і досі є одними з найбагатших природоохоронних територій на нижньому Дунаї. Тут водяться малий баклан та білоглазий нирок, відбувається нерест дунайської риби.

## Населення
Згідно з переписом 1989 року чисельність наявного населення села становила 3716 осіб, з яких 1831 чоловік та 1885 жінок.
За переписом населення 2001 року в селі мешкали 3583 особи.

### Мова
Розподіл населення за рідною мовою за даними перепису 2001 року:
| Мова       | Відсоток |
| ---------- | -------- |
| румунська  | 92,22 %  |
| російська  | 3,22 %   |
| українська | 2,1 %    |
| болгарська | 1,26 %   |
| гагаузька  | 0,7 %    |
| білоруська | 0,03 %   |

## Пам'ятки

### Кургани
Біля села найвідоміші кургани Чауш і Циганча, в яких виявлені святилища ямної і скіфської культур. Кургани сконцентровані на височині на північ від села.

### Храм Миколи Чудотворця
В центрі села розташовано відновлений кам’яний храм Св. Миколи Чудотворця, а поруч села – залишки православного монастиря Св.Ферапонта.

### Історична переправа
Тисячами років переправлялись подорожуючі з одного берега Дунаю на інший саме в цій місцевості. Адже тут Дунай не має відгалужень, а його береги приступні для тих, хто переправляється. Тут через Дунай переправились перський цар Дарій, македонський цар Олександр, римський імператор Валент, вождь гуннів Аттіла, османський султан Баязид II, численні козацькі ватажки, російський імператор Микола І та багато інших відомих історичних постатей. В часи римської імперії з Новіодунума (на місці сучасної Ісакчі) існувала стаціонарна паромна переправа. Через плавні було організовано систему шляхів, брукованих привезеним з Мачинських гір каменем. Ділянки цих "римських доріг" досліджували археологи і їх все ще можна оглянути в заростях. Декілька разів саме в цьому місці будувались наплавні мости через Дунай - це робив у 514 році до н.е. перський цар Дарій і декілька разів у XVII-XVIII ст. османські султани для переправи своїх армій. У 2020 році урочисто відкрита паромна переправа в декількох кілометрах на захід — вона отримала назву Орлівка-Ісакча.

### Інше
10 лютого 2025 року в с. Новосільському було демонтовано пам’ятник російському більшовику Іларіону Нягу.

## Галерея

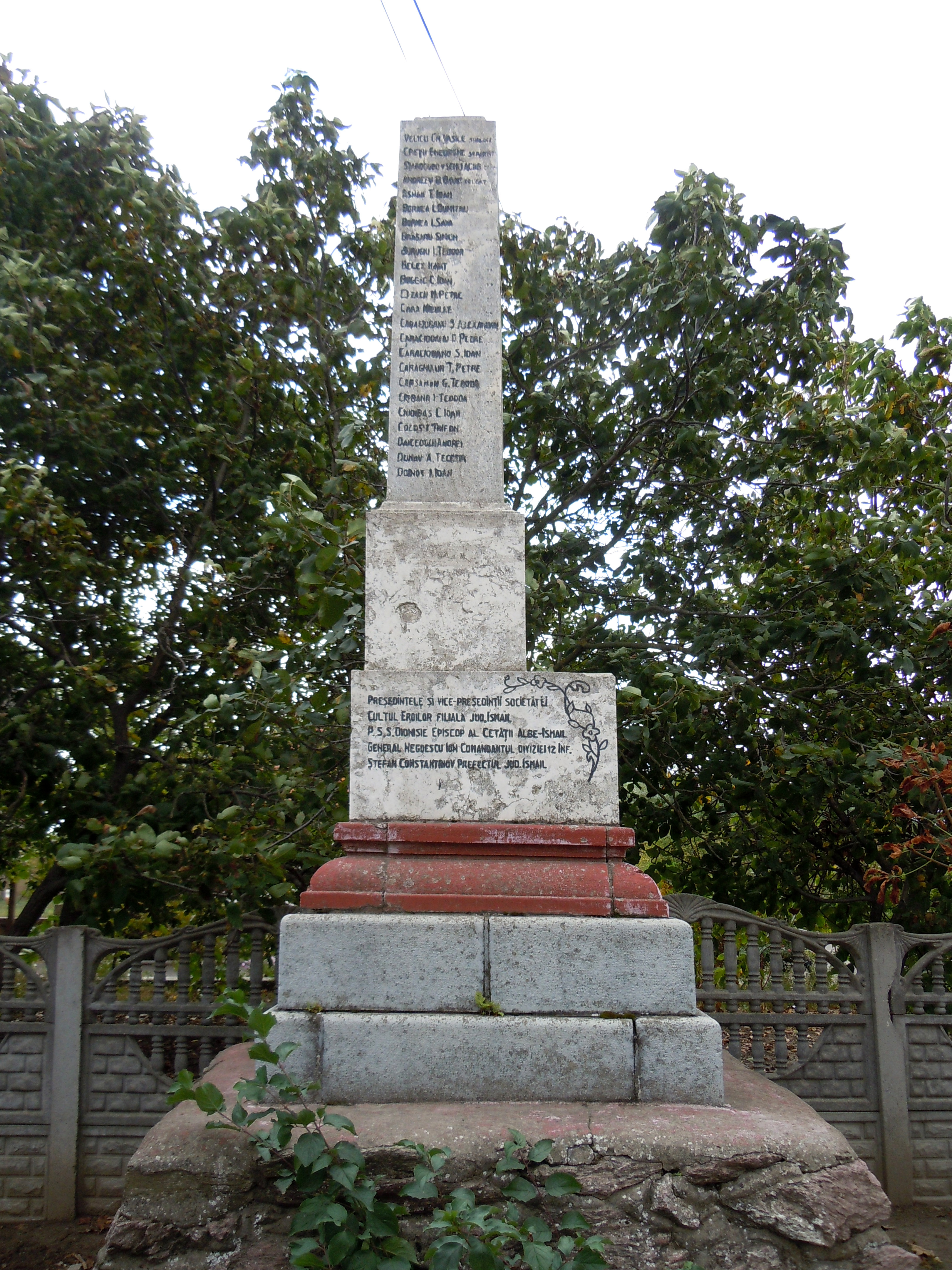
Пам'ятник загиблим у Першій Світовій Війні у селі
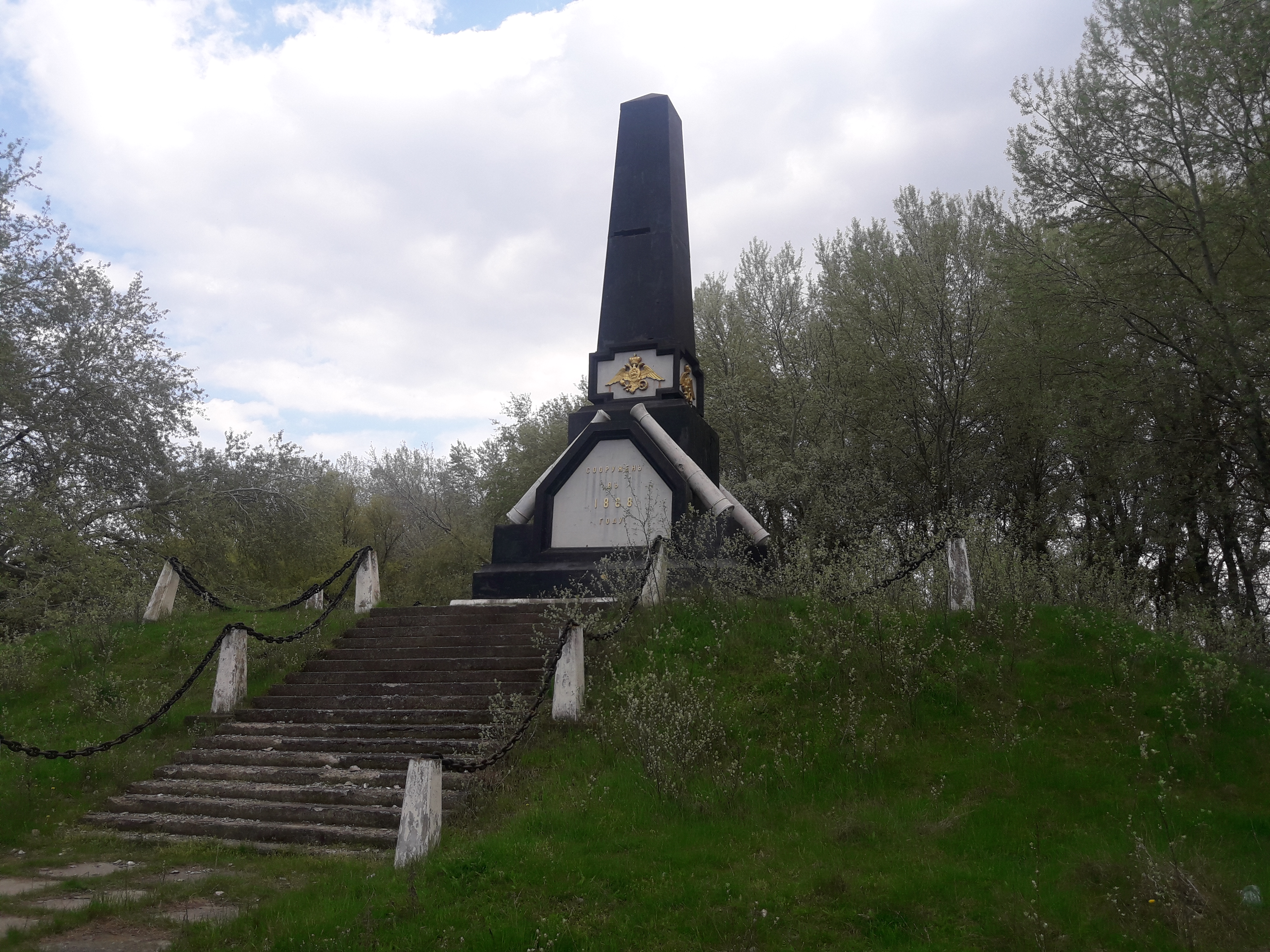
Пам'ятник 1888 року про переправу через Дунай
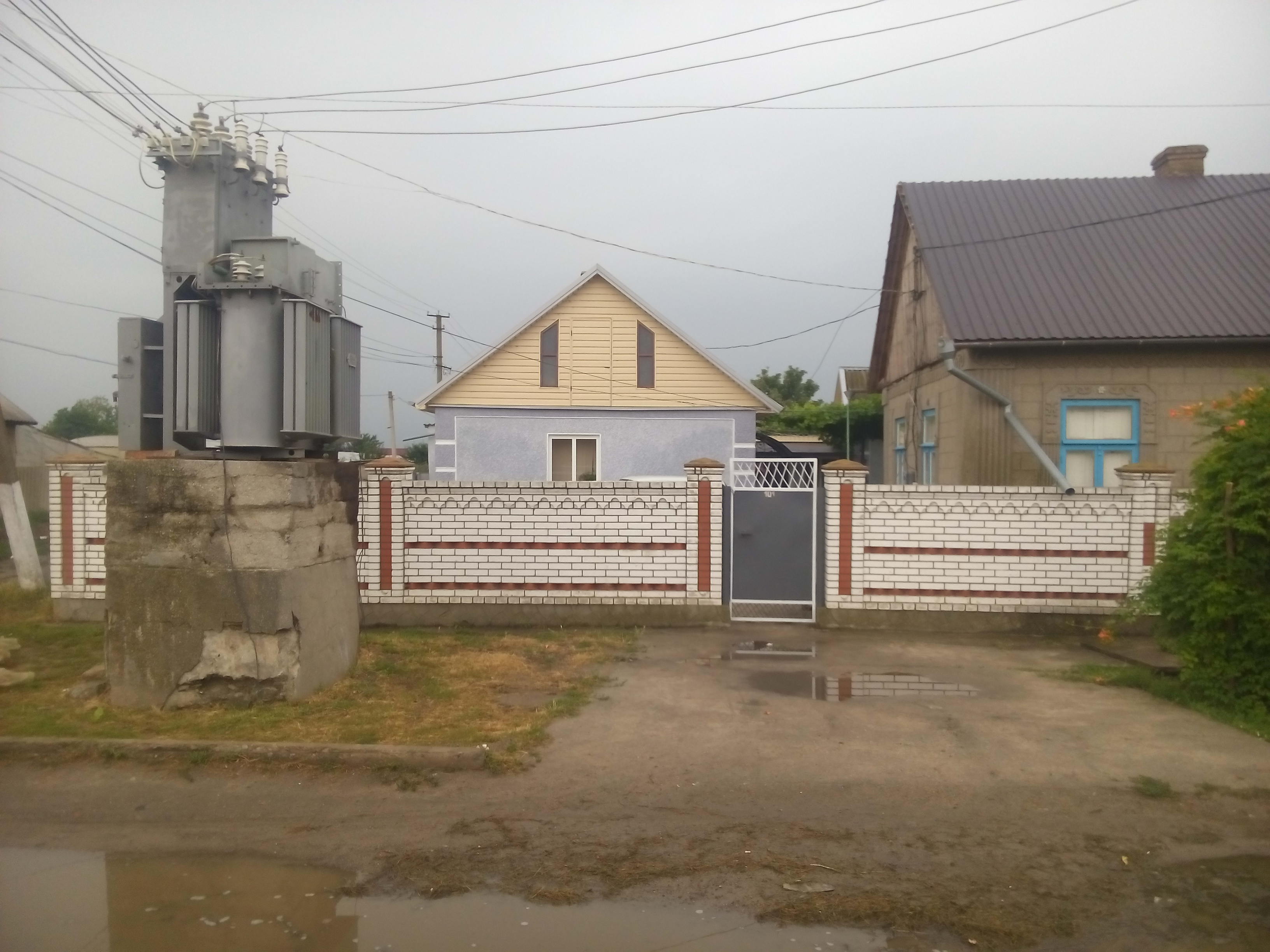
Трансформатор у центрі села
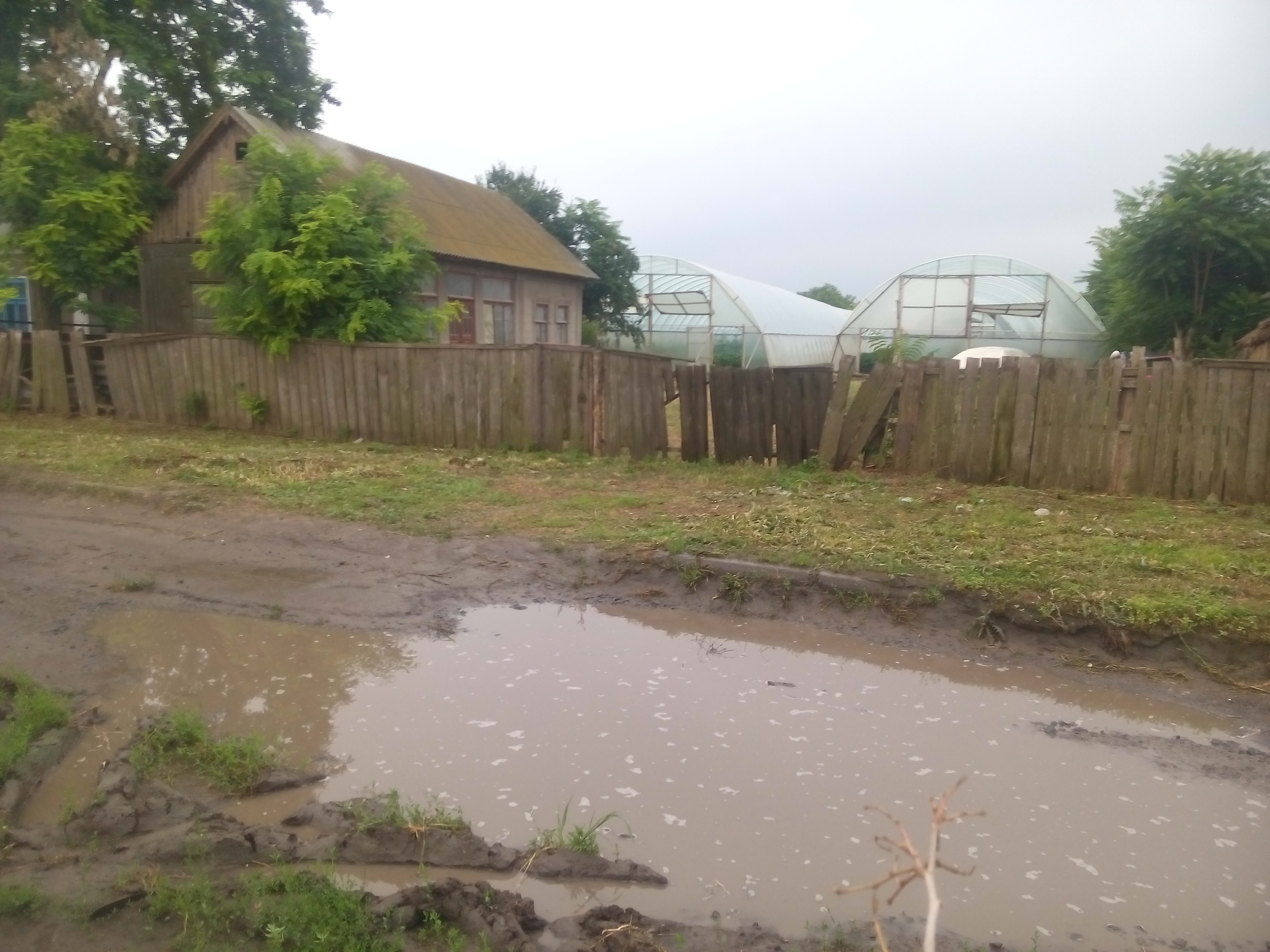
Деякі дороги у селі в жалюгідному стані
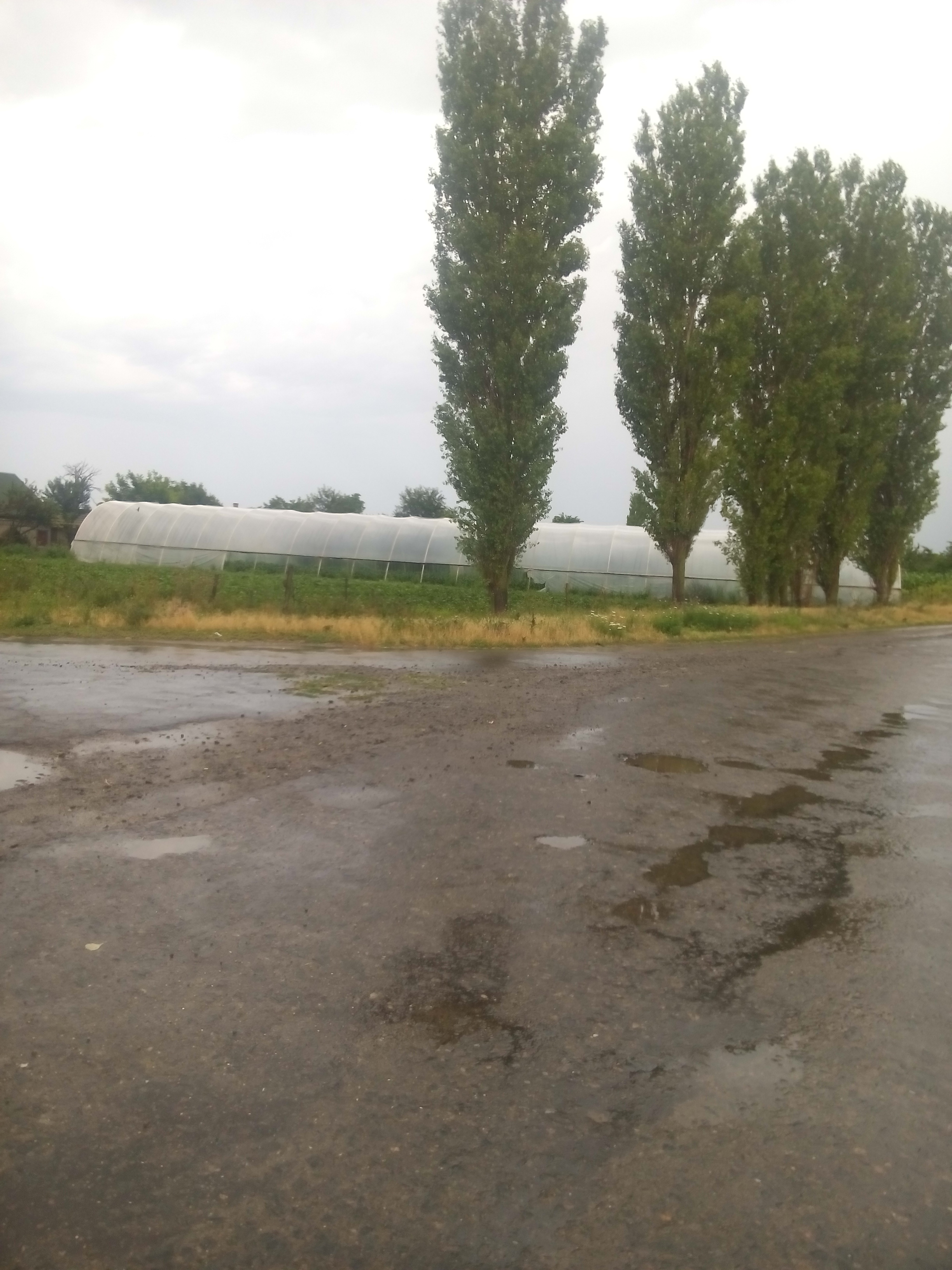
В селі процвітає тепличний бізнес
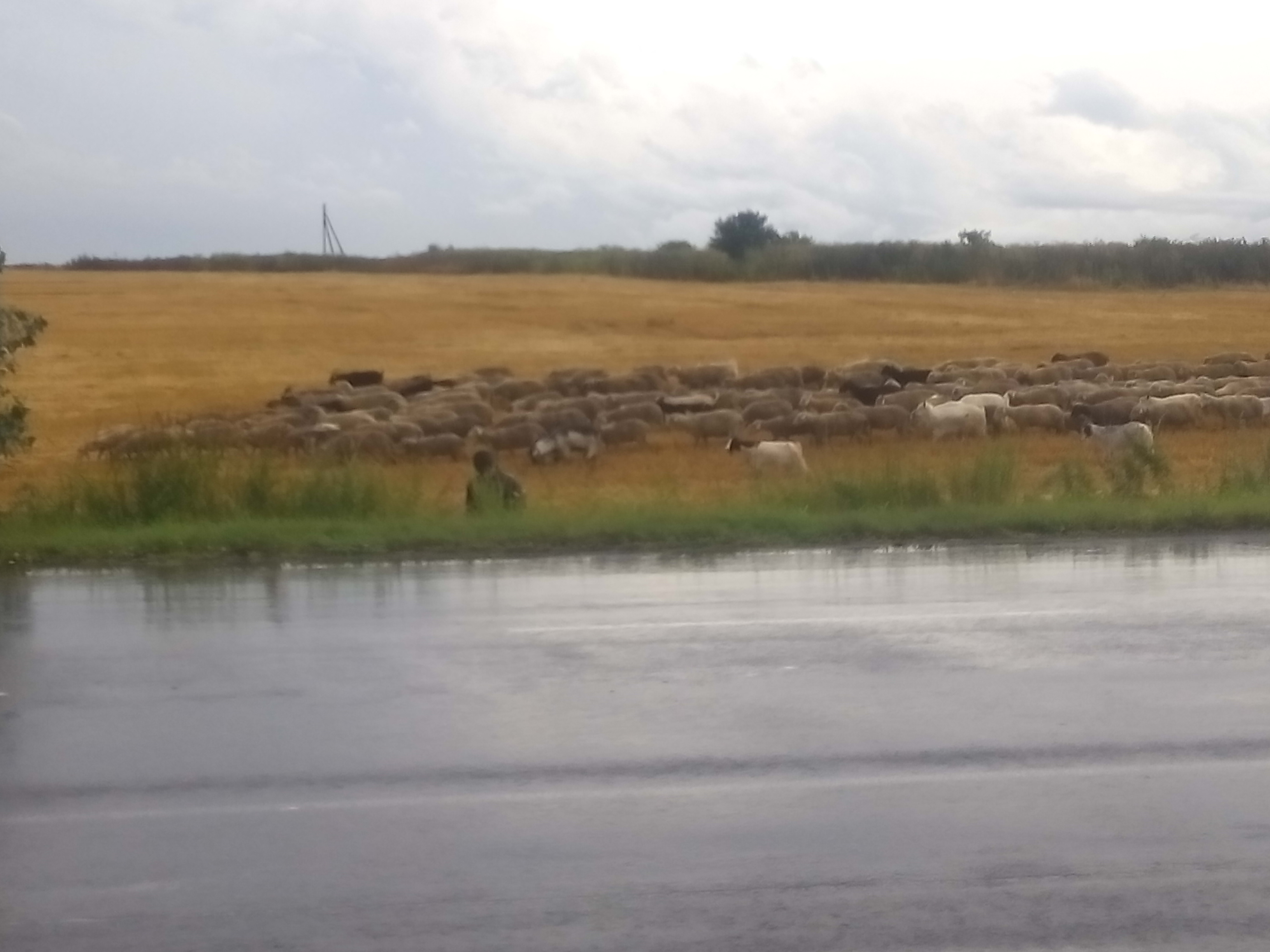
Овечки
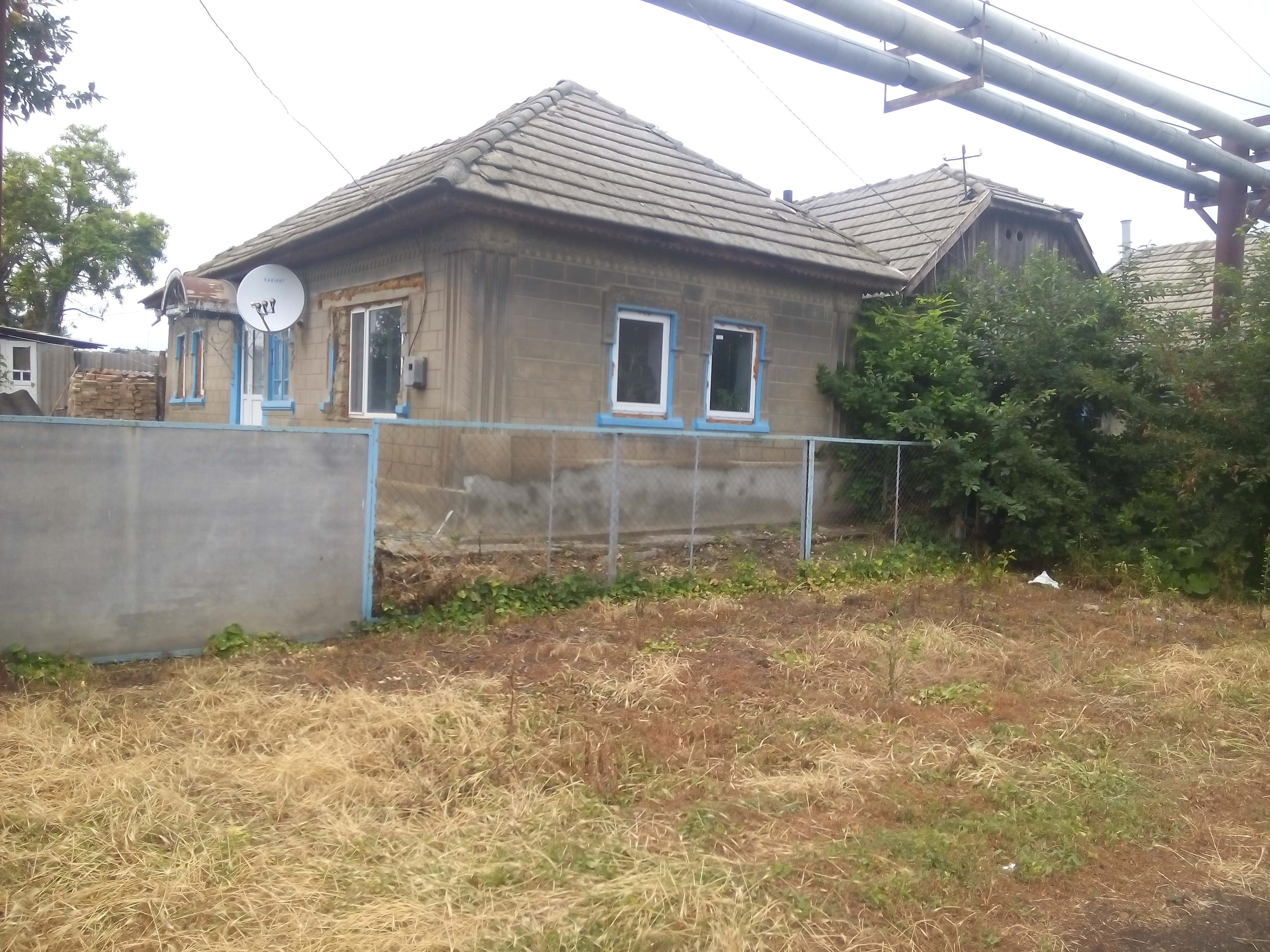
Типова хата
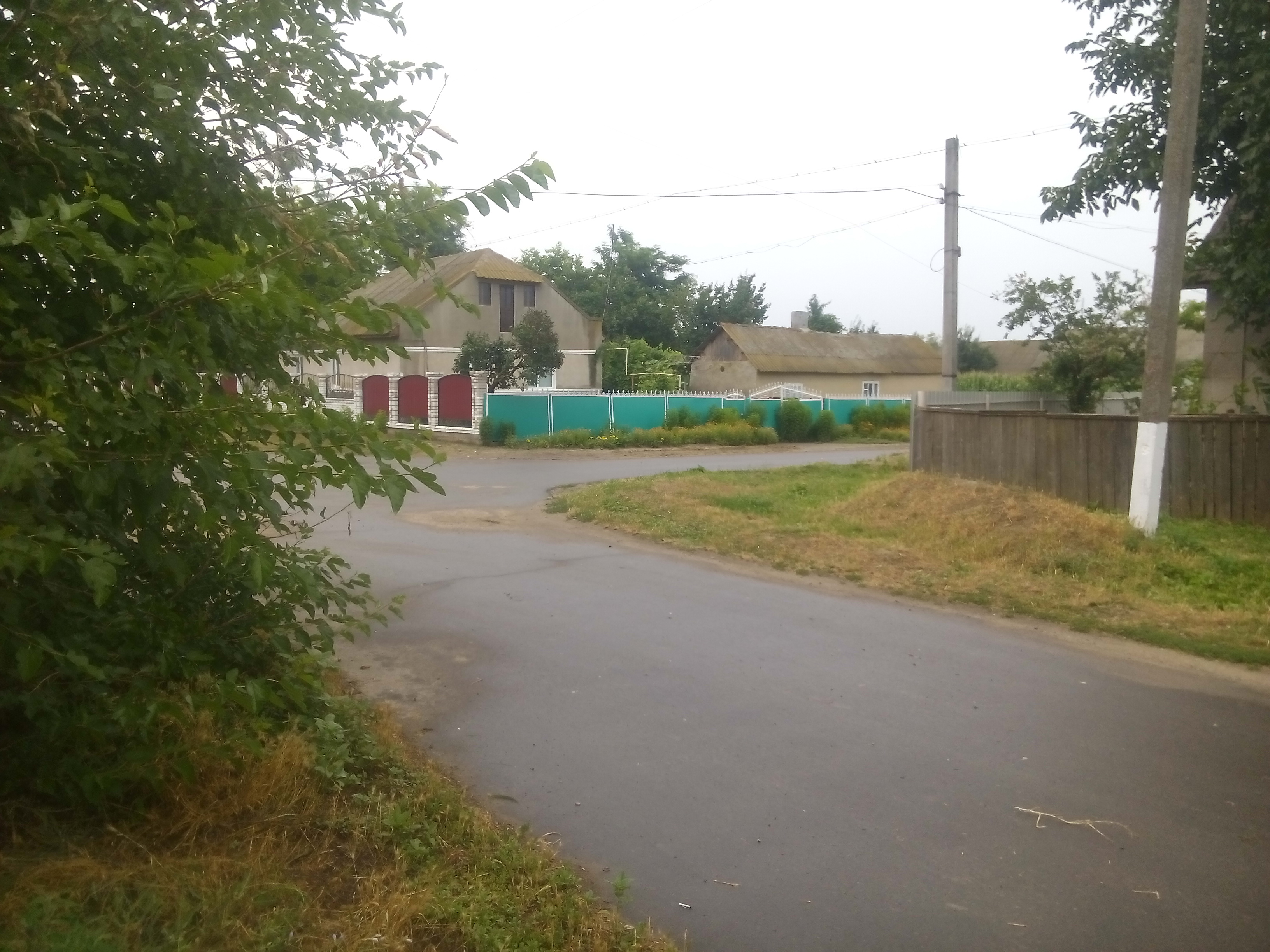
Одна з вулиць
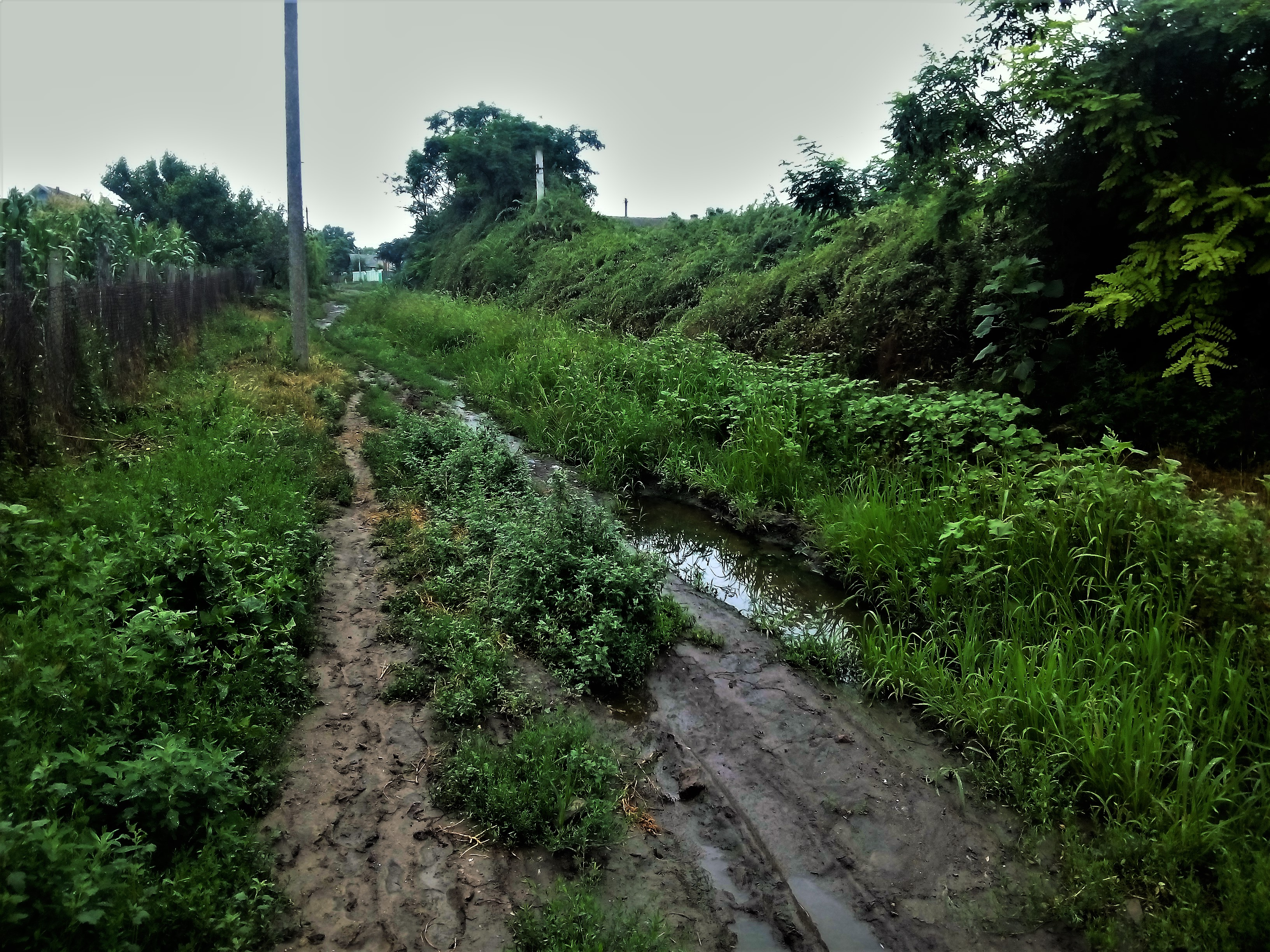
Після дощу деякі вулиці стають непрохідними
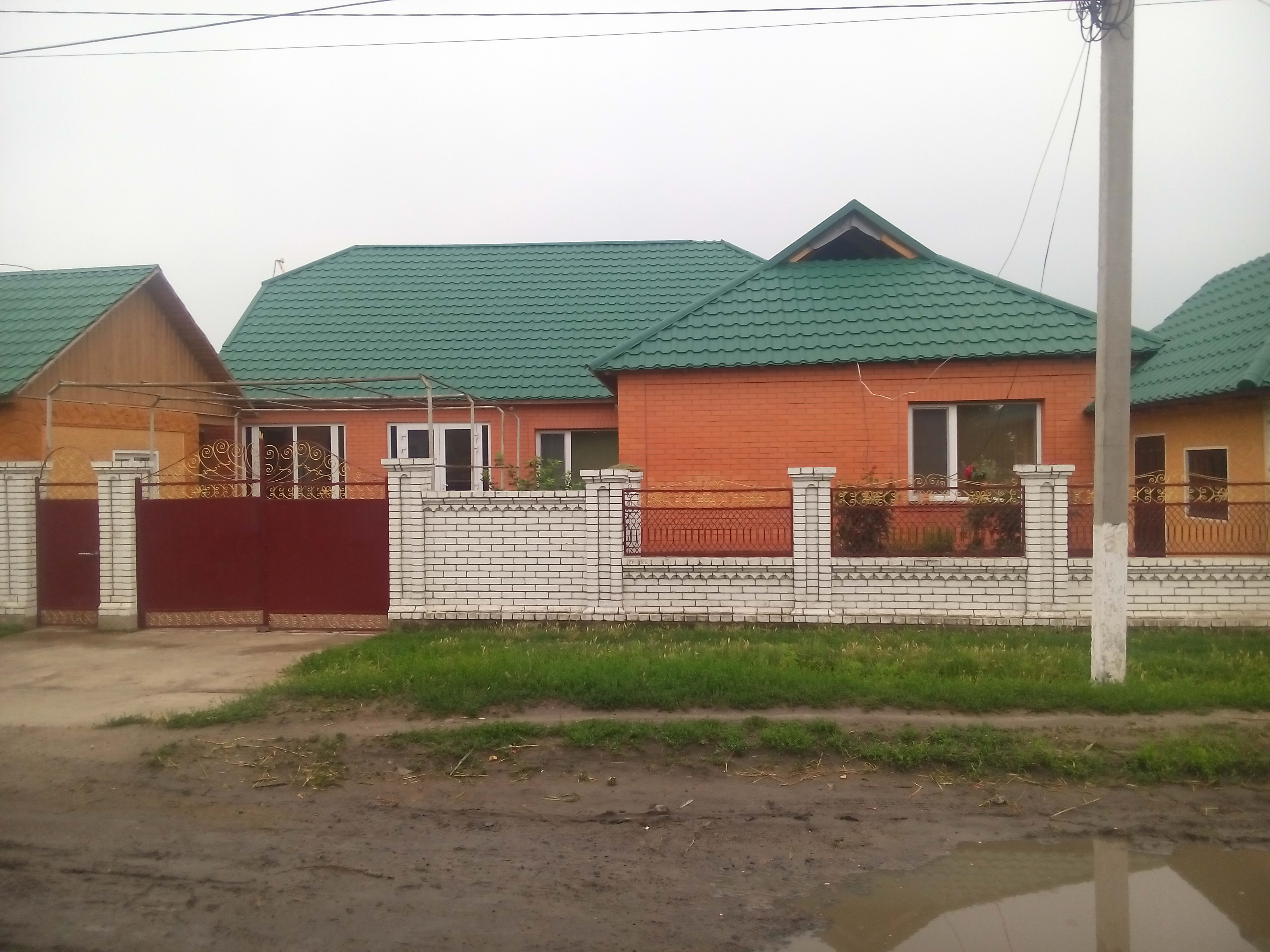
Новий будинок
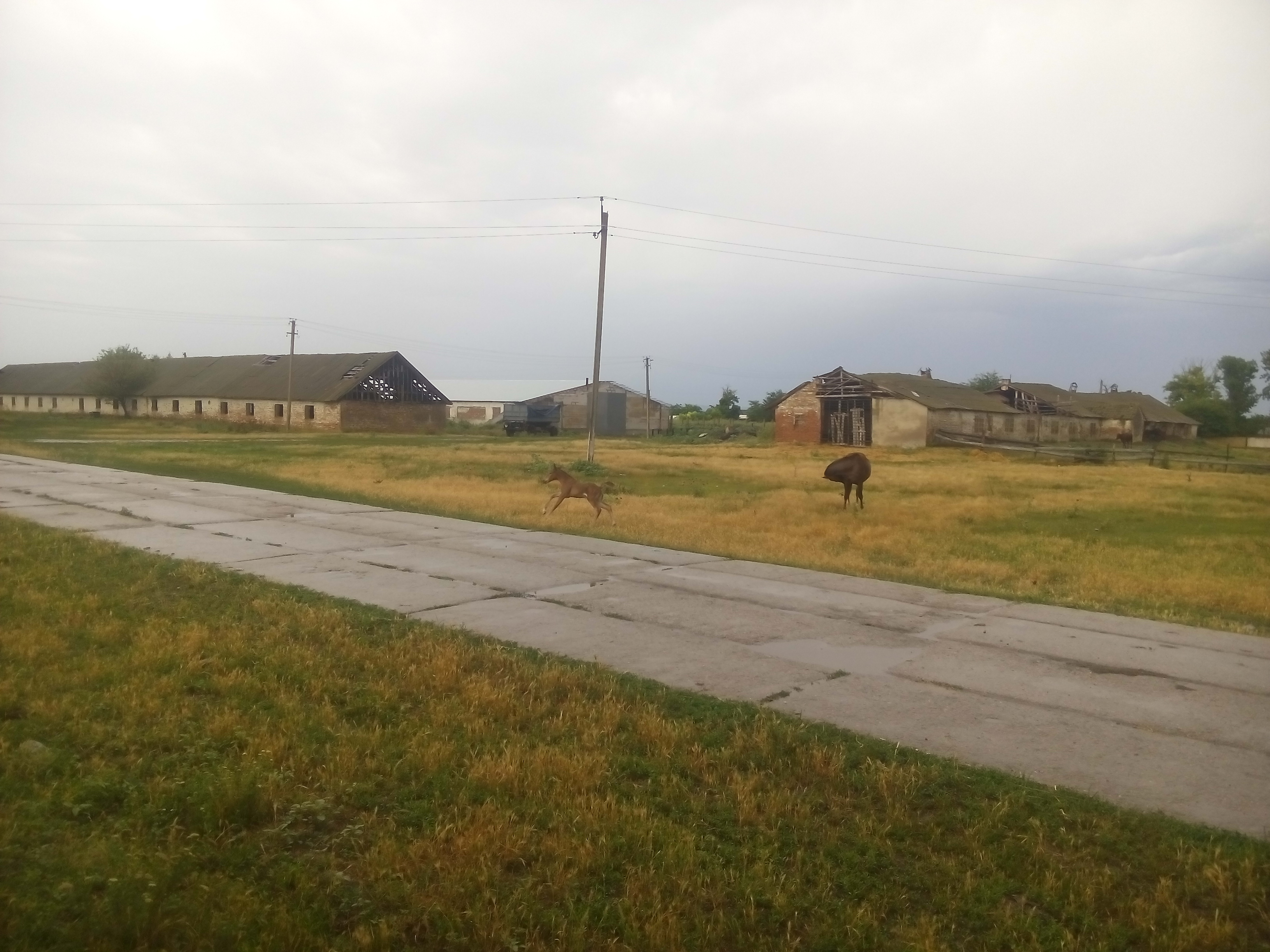
Залишки колгоспу
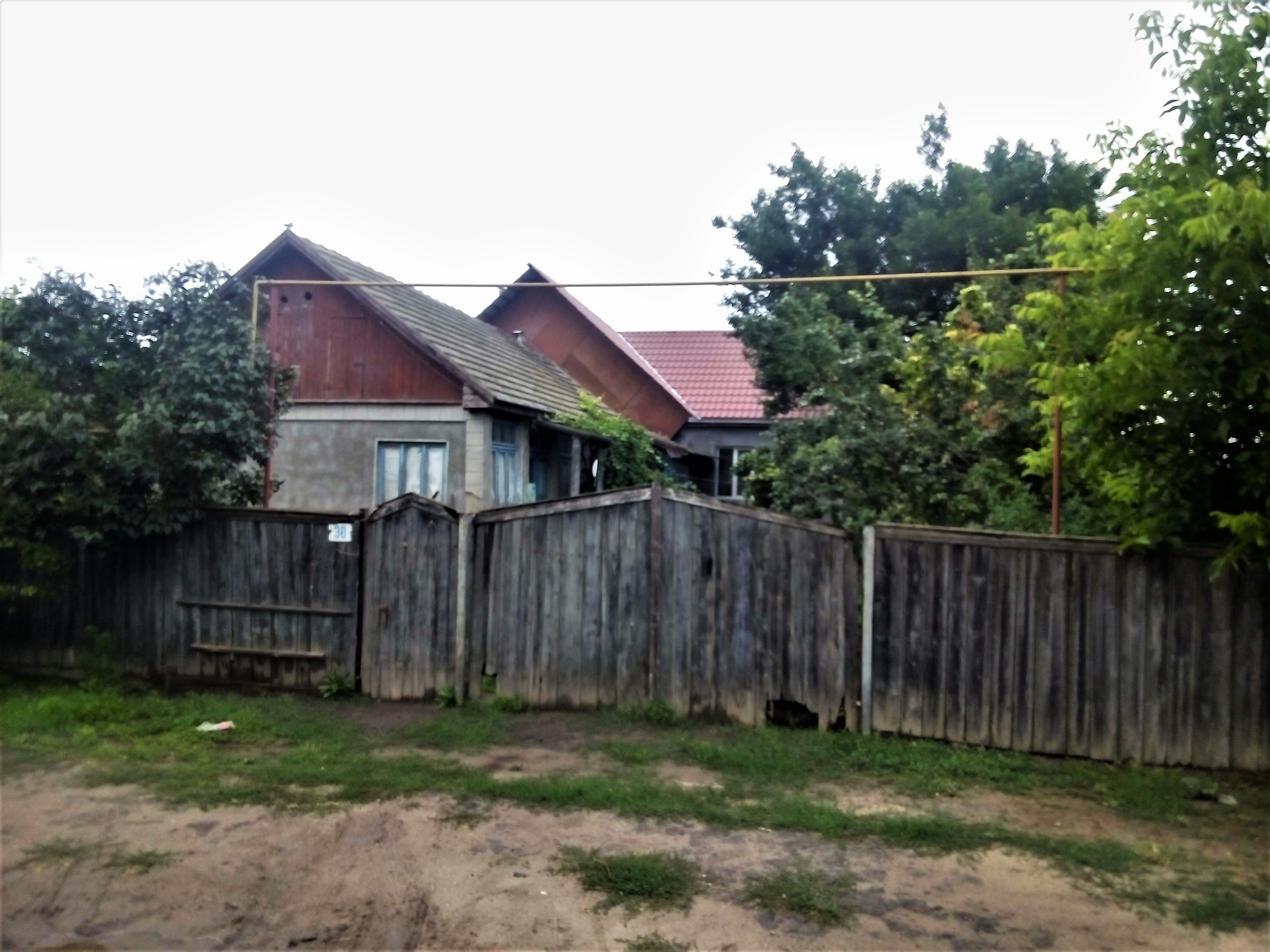
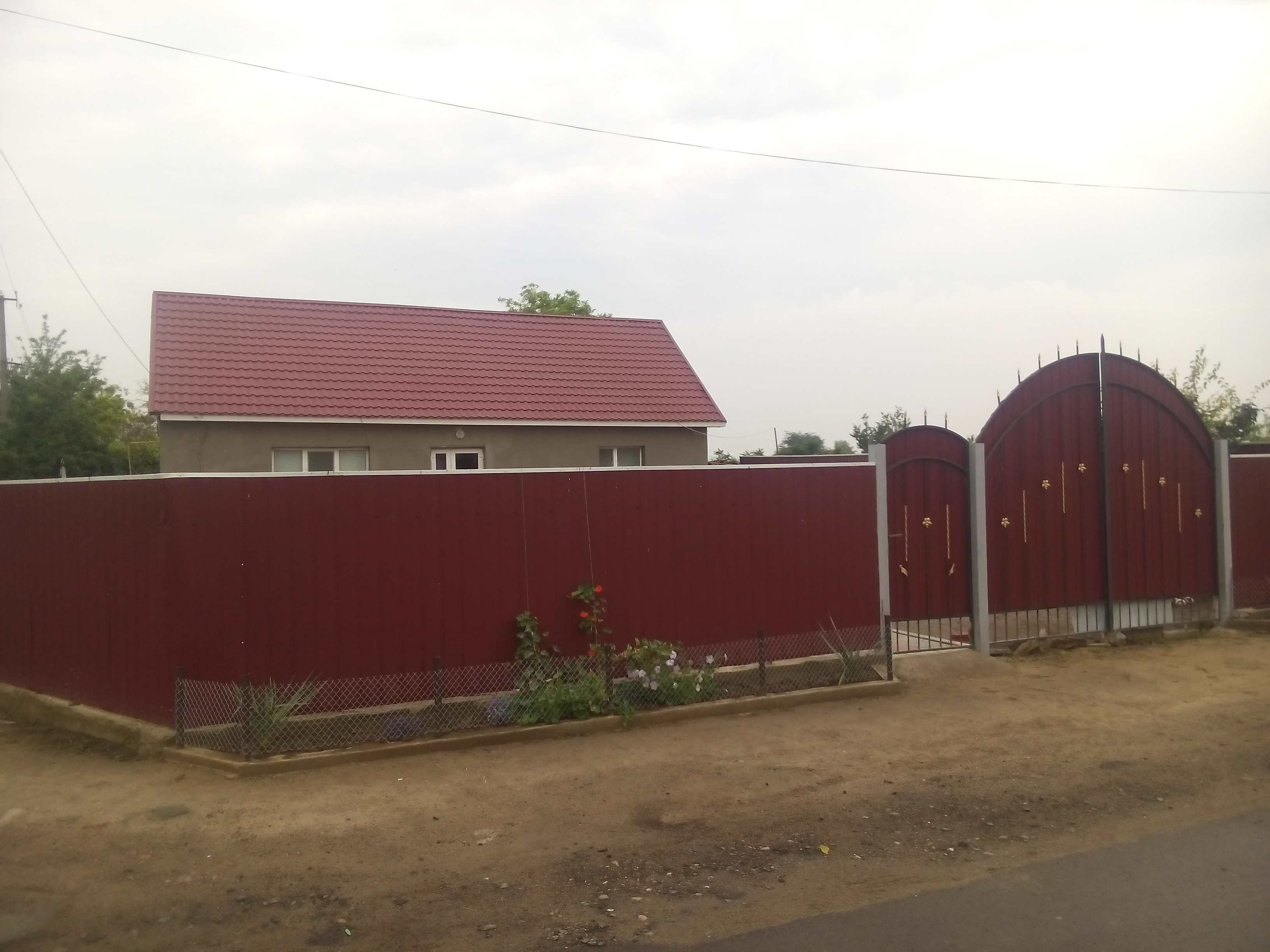
Оновлена хата в тутешньому стилі

## Постаті
- Флоря Віталій Валентинович (1996—2019) — солдат Національної Гвардії України[7][8].